# Dismember (album)
Dismember è un album discografico dell'omonimo gruppo musicale svedese. È stato pubblicato nel 2008 dalla Regain Records.

## Tracce
1. Death Conquers All – 3:48
2. Europa Burns – 3:33
3. Under a Blood Red Sky – 5:25
4. The Hills Have Eyes – 3:15
5. Legion – 3:22
6. Tide of Blood – 3:35
7. Combat Fatigue – 2:29
8. No Honor in Death – 3:08
9. To End It All – 3:52
10. Dark Depths – 3:48
11. Black Sun – 6:25

Durata totale: 42:40

## Formazione
- Matti Kärki - voce
- David Blomqvist - chitarra
- Martin Persson - chitarra
- Tobias Cristiansson - basso
- Thomas Daun - batteria